# Paul P. Momtaz
Paul P. Momtaz (* 20. Jahrhundert) ist ein deutscher Wirtschaftswissenschaftler.

## Leben
Paul Momtaz studierte Wirtschaftswissenschaften und Mathematik an den Universitäten in Hamburg, Paris, Cambridge und Los Angeles. Seine Habilitation schloss er im Jahr 2020 ab. Er übernahm zuvor den Lehrstuhl für Private Equity am House of Finance der Goethe-Universität in Frankfurt am Main inne und war Christoph von Metzler Stiftungsgastprofessur für internationale Finanzwirtschaft an der Wharton School der University of Pennsylvania.
Im Anschluss an seine Frankfurter Zeit wurde er Professor für Finanzökonomie an der TU München.
Momtaz ist auch Research Affiliate am Centre for Blockchain Technologies der Informatikfakultät am University College London.

## Forschung
Schwerpunktmäßig beschäftigt er sich mit der Ökonomie digitaler Werte, insbesondere Kryptowährungen, Web3 und der Technologie der Blockchain. Ebenso forscht er zur Startup- und Innovationsökonomie, wobei sein Fokus auf der Finanzierung von Startup-Unternehmen, Technologiemärkten und der Rolle von Arbeitsmarktstrukturen für die nationale Innovationsfähigkeit liegt.

## Rezeption
Momtaz belegt im Ranking der WirtschaftsWoche regelmäßig vordere Plätze und zählt zu den forschungsstärksten Betriebsökonomen Deutschlands. Er ist Mitorganisator der Crypto Valley Conference, der weltweit größten Konferenz für Kryptowährungen und Blockchain-Technologie.

## Veröffentlichungen
- Gishan Dissanaike, Wolfgang Drobetz, Paul P. Momtaz, Jörg Rocholl: The Economics of Law Enforcement: Quasi-Experimental Evidence from Corporate Takeover Law. In: Journal of Corporate Finance. Band 67, 1. April 2021, ISSN 0929-1199, S. 101849, doi:10.1016/j.jcorpfin.2020.101849 (sciencedirect.com [abgerufen am 26. April 2021]).
- Gishan Dissanaike, Wolfgang Drobetz, Paul P. Momtaz: Competition Policy and the Profitability of Corporate Acquisitions. In: Journal of Corporate Finance. Band 62, 1. Juni 2020, ISSN 0929-1199, S. 101510, doi:10.1016/j.jcorpfin.2019.101510 (sciencedirect.com [abgerufen am 26. April 2021]).
- W. Drobetz, P. P. Momtaz: Antitakeover Provisions and Firm Value: New Evidence from the M&A Market. In: Journal of Corporate Finance. Band 62, 1. Juni 2020, ISSN 0929-1199, S. 101594, doi:10.1016/j.jcorpfin.2020.101594 (sciencedirect.com [abgerufen am 26. April 2021]).
- Paul P. Momtaz: The Pricing and Performance of Cryptocurrency. In: The European Journal of Finance. Band 27, Nr. 4–5, 24. März 2021, ISSN 1351-847X, S. 367–380, doi:10.1080/1351847X.2019.1647259 (tandfonline.com [abgerufen am 26. April 2021]).
- P. P. Momtaz: Entrepreneurial Finance and Moral Hazard: Evidence from Token Offerings. In: Journal of Business Venturing. 14. März 2020, ISSN 0883-9026, S. 106001, doi:10.1016/j.jbusvent.2020.106001 (sciencedirect.com [abgerufen am 26. April 2021]).
- C. Fisch, P. P. Momtaz: Institutional investors and post-ICO performance: an empirical analysis of investor returns in initial coin offerings (ICOs). In: Journal of Corporate Finance. Band 64, 1. Oktober 2020, ISSN 0929-1199, S. 101679, doi:10.1016/j.jcorpfin.2020.101679 (sciencedirect.com [abgerufen am 26. April 2021]).
- Paul P. Momtaz: CEO emotions and firm valuation in initial coin offerings: An artificial emotional intelligence approach. In: Strategic Management Journal. Band 42, Nr. 3, 2021, ISSN 1097-0266, S. 558–578, doi:10.1002/smj.3235 (wiley.com [abgerufen am 26. April 2021]).